# Laphygmolestes
Laphygmolestes is een vliegengeslacht uit de familie van de roofvliegen (Asilidae).

## Soorten
- L. flavipes Hull, 1962